# Casalvecchio di Puglia
Casalvecchio di Puglia (albanès Kazallveqi) és un municipi italià, dins de la província de Foggia. L'any 2007 tenia 4.182 habitants. És un dels municipis on viu la comunitat Arbëreshë. Limita amb els municipis de Casalnuovo Monterotaro, Castelnuovo della Daunia, Pietramontecorvino i Torremaggiore

## Administració
| Període | Identitat          | Partit        |
| ------- | ------------------ | ------------- |
| 2006-   | Michele Boccamazzo | Llista cívica |